# Hans Münstermann (Autor)

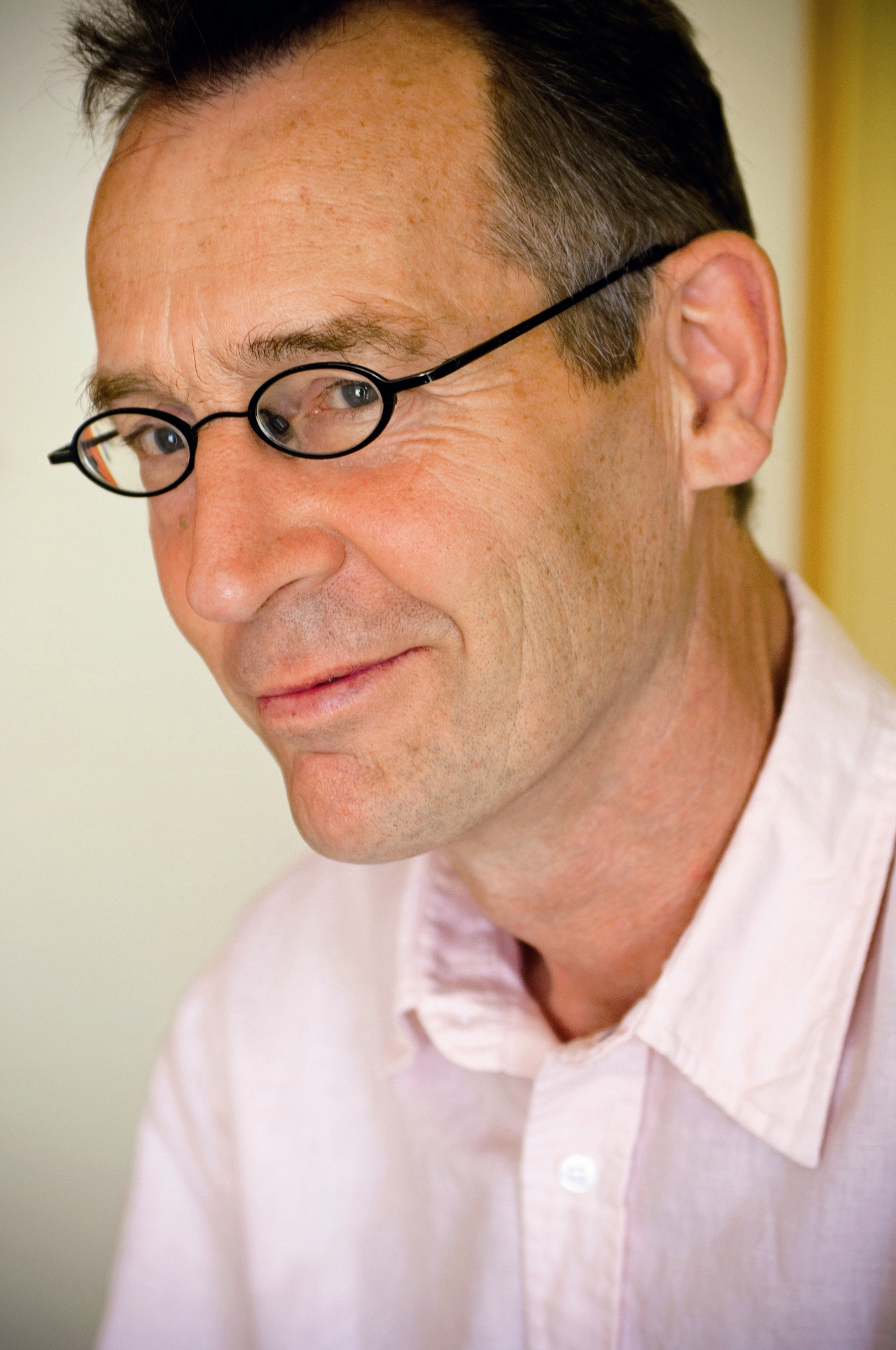
Hans Münstermann

Hans Münstermann, eigentlich Lutgardus Johannes Münstermann (* 16. Juni 1947 in Arnhem), ist ein niederländischer Schriftsteller, der auch unter dem Pseudonym Jan Tetteroo veröffentlichte.
Die Romane Münstermanns handeln vom Leben der fiktiven Person Andreas Klein. Klein ist der Sohn eines Deutschen und einer Niederländerin, die am 10. Mai 1940 geheiratet haben. An genau diesem Tag war Deutschland in die Niederlande einmarschiert, womit für die Niederlande die Schrecken des Zweiten Weltkrieges begannen. Wegen der sich über viele Jahre hinziehenden Beschreibung durch Münstermann werden die Romane auch Generationenromane genannt.

## Leben
Der Autor wurde mehrfach für Literaturpreise nominiert. Er erhielt 2006 mit dem Roman De Bekoring, dem fünften Buch aus der Andreas-Klein-Serie den renommierten AKO-Literaturpreis zuerkannt. Weitgehend unbeachtet blieb, dass er mit demselben Roman auch für den Gouden Doerian, den Preis für den schlechtesten niederländischen literarischen Roman, nominiert war.
Daneben bildete Münstermann mit Jacques Hendrikx seit einer Reihe von Jahren ein Schreiberduo. Sie benutzten für dieses Duo gemeinsam das Pseudonym Jan Tetteroo. Ihre Romane spielen auf dem Hintergrund sozialer Fragen gegen Ende des 20. Jahrhunderts, wobei auch Rückblicke in die Vergangenheit gemacht werden.
Hans Münstermann ist mit der Schauspielerin Marina Duvekot verheiratet.

## Bibliografie

### Andreas-Klein-Romanserie
- 2015: Poging tot lichtvoetigheid, Verlag De Kring, ISBN 978-94-915-6787-2, 224 S.
- 2013: Mischa, Verlag De Kring, ISBN 978-94-915-6738-4, 239 S.[3][4]
- 2012: Hou me vast, Verlag Nieuw Amsterdam, ISBN 978-90-468-1210-5, 176 S.
- 2010: Ik kom je halen als het zomer is, Verlag Nieuw Amsterdam, ISBN 978-90-468-0797-2, 237 S.
- 2008: Land zonder Sarah, Nieuw Amsterdam, ISBN 978-90-468-0514-5, 191 S.
- 2006: De Bekoring, Nieuw Amsterdam, ISBN 978-90-468-0018-8, 205 S.
- 2004: De Hitlerkus, Verlag L.J. Veen – 2008 erneut erschienen unter dem Titel: De confrontatie, ISBN 978-90-468-0383-7, 272 S.
- 2003: Certificaat van echtheid, Verlag L.J. Veen – Atlas Contact, ISBN 978-90-204-0439-5.
- 2001: Je moet niet denken dat ik altijd bij je blijf, Verlag L.J. Veen, ISBN 978-90-468-0313-4, 223 S.
- 2000: Het gelukkige jaar 1940, Verlag L.J. Veen, ISBN 978-90-468-0281-6, 254 S.

### Schreiberduo (mit Jacques Hendrikx) unter dem Pseudonym Jan Tetteroo
- 2001: Bozoc, Verlag L.J. Veen, ISBN 978-90-204-1659-6, 207 S.
- 1995: Korte historie van het Nederlandse volk, Verlag L.J. Veen, ISBN 978-90-254-0932-6, 175 S.
- 1993: De laatste Nederlandse man, Verlag Atlas Contact, ISBN 978-90-254-0277-8, 141 S.[5]
- 1992: No flash, Verlag Nieuw Amsterdam, ISBN 978-90-468-0014-0, 125 S.

## Auszeichnungen
- 2006: AKO-Literaturpreis für De Bekoring

### Nominierungen
- 2014: Gouden Boenuil (Longlist) für Mischa
- 2011: Libris-Literaturpreis (Longlist)
- 2007: De Inktaap für De Bekoring
- 2006: Gouden Doerian (Shortlist), für De Bekoring
- 2001: AKO Literatuurprijs (Longlist)
- 2001: Libris-Literaturpreis (Longlist)
- 2000: AKO Literatuurprijs (Longlist)